# Horkelia tularensis
Horkelia tularensis är en rosväxtart som först beskrevs av Howell, och fick sitt nu gällande namn av Munz.. Horkelia tularensis ingår i släktet Horkelia och familjen rosväxter. Inga underarter finns listade i Catalogue of Life.